# 안다미
안다미(본명: 이경희, 1968년 7월 10일~)은 대한민국의 가수이다.
현재 거주지는 서울특별시이다.

## 연기 활동

### 드라마
- 1987년 KBS1 일일연속극 《사랑의 기쁨》
- 1988년 KBS1 88올림픽 특집극 《배비장전》 ... 금선 역

## 데뷔
- 1989년 1집 앨범 [달빛사랑]

## 음반
- 1989년 1집 - 달빛사랑
- 1991년 2집 - 이대로가 좋아요
- 1993년 3집 - 내게로 와요
- 1999년 4집 - 화살을 쏘고 간 남자
- 2002년 5집 - 삼세번
- 2005년 6집 - 정이었나봐
- 2008년 7집 - 꽃망울
- 2011년 8집 - 또또또
- 2014년 9집 - 님 그리워
- 2019년 10집 - 앗싸루비야
- 2022년 11집 - 가지말라고